# Тремульер, Жесси
Жесси Тремульер (фр. Jessy Trémoulière, родилась 29 июля 1992 года в Бомоне, департамент Пюи-де-Дом) — французская регбистка, выступающая на позиции фулбэка. Игрок клуба «Романья», женских сборных Франции по регби-15 и регби-7. Победительница Кубка шести наций 2014 и 2018 годов (в том числе обладательница Большого шлема 2014 и 2018 годов), бронзовый призёр чемпионата мира 2014 года. Лучшая регбистка мира по итогам 2018 года и первая француженка — обладательница этого приза. В 2020 году признана лучшей регбисткой мира по итогам 2010-х годов.

## Биография

### Ранние годы
Жесси Тремульер родилась 29 июля 1992 года в Бомоне (департамент Пюи-де-Дом). Она выросла на родительской ферме в Барлье, деревне в коммуне Бурнонкль-Сен-Пьер, департамент Верхняя Луара. Её мать умерла после болезни, когда Жесси было 14 лет. Её отец играл в регби, а сама девушка занималась теннисом (в течение трёх лет), играла в петанк (в течение семи лет), баскетбол (на протяжении одного года) и футбол (девять лет). У Жесси есть двое братьев.
Регби она занялась в 2009 году в возрасте 16 лет, когда поступила в лицей Бриуд-Бонфон: она занималась в команде школы в 2008—2010 годах, а затем в клубе «Романья». Параллельно Жесси занималась футболом, приходя на тренировки по регби каждую среду и на тренировки по футболу в выходные дни, но позже сделала окончательный выбор в пользу регби, сначала попав во французскую команду под названием France Agricole, а затем в сборную Франции не старше 20 лет. Большое влияние на становление Тремульер как игрока оказала будущий тренер сборной Франции Анник Эро, с которой она познакомилась в клубе «Романья».

### Дебют в сборной
29 ноября 2011 года Тремульер провела свой первый матч за сборную Франции, выйдя на поле в игре против Италии. В ту же время после турнира на острове Реюньон она занялась и регби-7. Она отыграла все пять матчей на Кубке шести наций 2014 года, который француженки выиграли, завоевав также по итогам турнира и Большой шлем; в том же году со сборной Франции она завоевала бронзовые медали на домашнем чемпионате мира, проходившем с 1 по 17 августа.
В 2015 году Тремульер снова отыграла все пять матчей на Кубке шести наций, на котором француженки заняли 2-е место. В игре против Англии, в которой француженки победили 21:15, Жесси занесла попытку, провела одну реализацию и забила три штрафных, итого набрав 16 очков и став лучшим игроком матча.

### Полупрофессиональное регби и регби-7
В июле 2015 года Тремульер заключила полупрофессиональный контракт с Французской федерацией регби о подготовке к выступлению за сборную Франции по регби-7 на Олимпиаде в Рио-де-Жанейро. В 2016 году она не приняла участие в Кубке шести наций, но выступила в дивизионе Элит 2 чемпионата Франции с командой «Романья», выиграв турнир и выйдя в женский высший дивизион Топ-8.
На самом турнире Олимпийских игр Тремульер была изначально резервисткой, однако после травмы Шеннон Изар в первом матче попала в основной состав. Она сыграла матч против Новой Зеландии 8 августа, в котором новозеландки взяли верх 26:7. После Олимпиады она подписала новый полупрофессиональный контракт с Французской федерацией регби, по которому её игровое время в сборной по регби-7 уже составляло 75%: при этом Жесси констатировала, что распределить время между играми за клуб, сборную по регби-15 и сборную по регби-7 было достаточно сложно. В сентябре того же года она выбыла на четыре месяца из-за перелома малой берцовой кости.
В 2017 году Тремулье сыграла снова на Кубке шести наций, проведя на позиции фулбэка три первых матча против Англии, Шотландии и Ирландии, отметившись в игре против Ирландии попыткой и штрафным. Пропустив игру против Италии, она вернулась на последнюю игру против Уэльса, занеся попытку, забив четыре реализации и два штрафных. Она была включена в заявку на чемпионат мира 2017 года в Ирландии, однако из-за перелома бедра снялась с турнира. В том же году она перешла в клуб «Ренн», за который выступала до 2019 года. По словам самой Тремулье, за время выступлений в «Ренне» она сильно соскучилась по родному дому.

### Регбистка 2018 года
3 февраля 2018 года на стадионе «Эрнест-Валлон» в стартовой игре Кубка шести наций против Ирландии Тремульер занесла попытку на 34-й минуте и забила также реализации на 26-й и 75-й минутах, что позволило Франции победить со счётом 24:0. 24 февраля в игре против Италии на стадионе «Арман Сезари» в Бастии Жесси занесла попытку на 30-й минуте, а по ходу игры забила семь реализаций и один штрафной удар, что принесло француженкам победу 57:0, а самой спортсменке приз лучшего игрока матча. 10 марта на стадионе «Стад дез Альп» в Гренобле в игре против Англии она забила штрафной на 55-й минуте и занесла две попытки на 30-й и 75-й минутах, что принесло француженкам победу 18:17. 16 марта в заключительном матче Кубка шести наций на стадионе Эйриас в Колуин-Бее в игре против Уэльса Жесси занесла попытку на 40-й минуте и пробила три реализации (7-я, 13-я и 57-я минуты), принеся победу 38:3 Франции — эта победа позволила француженкам выиграть и Кубок шести наций, и Большой шлем. По итогам турнира Тремульер стала лучшим бомбардиром по попыткам (пять попыток, столько же у англичанки Элли Килданн) и по очкам: вместе с 5 занесёнными попытками она пробила 15 реализаций и два штрафных, набрав суммарно 61 очко и опередив Кэти Маклин с 42 очками).
В октябре 2018 года Тремульер получила травму в игре чемпионата Франции — повреждение внутренней боковой связки, из-за которого пропустила осенние матчи француженок против Новой Зеландии. 5 ноября того же года она получила приз «Оскар» от журнала Midi olympique как лучшая французская регбистка года, а 25 ноября признана лучшей регбисткой года по версии World Rugby. Приз регбистки года ей вручали в Монако князь Альбер II и президент World Rugby Билл Бомонт, а сама Жесси стала первой француженкой, выигравшей эту награду.

### 2019 год
1 марта 2019 года стало известно о возвращении Тремульер в расположение национальной сборной по регби-15. 9 марта она провела первый после травмы матч за сборную против Ирландии, который проходил в рамках 4-го тура Кубка шести наций: матч завершился победой француженок 47:17, а Тремульер забила все шесть реализаций, которые бралась пробивать. Тремульер также сыграла в последней встрече турнира против Италии, в которой француженки потерпели поражение 12:31. По итогам турнира она набрала 14 очков за счёт 7 реализаций.
В том же году она выступила в составе сборной Франции в регбийной Суперсерии с участием пяти сборных мира: в частности, она вышла на поле во втором тайме против Канады, занеся третью попытку француженок и проведя реализацию, однако это не спасло Францию от поражения 19:36. Во втором матче против Новой Зеландии она занесла третью попытку своей команды на 60-й минуте и принесла победу 25:16, которая стала для француженок второй подряд победой над чемпионками мира. В межсезонье 2019 года она вернулась в клуб «Романья», но в то же время завершила игры за сборную по регби-7, подписав новый контракт с федерацией регби об играх за сборную по регби-15. Всего в её активе было 23 игры за сборную Франции в турнирах Мировой серии и 35 очков (7 попыток).

### С 2020 года
Расписание Кубка шести наций 2020 года претерпело серьёзные изменения из-за пандемии COVID-19: на кубке Тремульер провела всего четыре игры, поскольку матч Франции и Ирландии был отменён, набрав 32 очка за счёт 10 реализаций и 4 штрафных, а француженки стали вторыми, уступив первое место Англии. В том же году Жесси Тремульер и новозеландец Ричи Маккоу были признаны лучшими регбистами мира по итогам 2010—2019 годов, что стало для самой регбистки большим сюрпризом.
В 2021 году формат Кубка шести наций претерпел изменения: команды были разделены на две группы, в которых первое место разыгрывалось между победителями групп, третье — между занявшими вторые места, пятое — между занявшими третьи места. Тремульер сыграла два матча, не набрав очков: матч группового этапа против Уэльса 3 апреля, в котором она вышла на поле на 34-й минуте (победа 53:0), и финал против Англии 24 апреля, в котором она вышла на поле на 50-й минуте (поражение 6:10). 3 мая Тремульер была приглашена организационным комитетом чемпионата мира 2023 года, который должен состояться во Франции, в состав комитета игроков, главой которого был назначен австралиец Джон Илз.
20 июня 2021 года в финале чемпионата Франции Тремульер помогла своей команде одержать победу над «Бланьяком» со счётом 13:8 и выиграть чемпионат Франции: по ходу матча она отметилась реализацией и двумя штрафными. В ноябре Тремульер была вызвана в расположение сборной для подготовки к двум матчам против Новой Зеландии, имея в своём активе 64 матча. Свою 65-ю игру она провела 13 ноября, выйдя на поле вместо Друан (победа 38:11). По данным сайта Французской федерации регби, с июля 2018 года Тремульер сыграла 23 матча за сборную Франции, в которых занесла 8 попыток (40 очков), успешно пробила 43 реализации (86 очков) и 15 штрафных (45 очков), набрав итого 171 очко.

## Стиль игры
Тремульер выступает на позиции фулбэка и стала выдающимся игроком французской сборной благодаря своей психологической заряженности и намерению полностью выкладываться в каждом матче. Она умело обыгрывает защитников противника, а также отличается хорошим ударом, благодаря чему Тремульер и смогла помочь французской сборной выиграть в 2014 и 2018 годах Кубок шести наций и завоевать Большой шлем. В 2018 году благодаря своему умению пробивать штрафные она завоевала звание лучшего бомбардира по очкам и попыткам.
Согласно интервью Тремульер от 2021 года, в расположении клуба она проводила регулярные тренировки по понедельникам, средам и пятницам, а также две силовые тренировки в неделю (по вторникам и четвергам). Параллельно тренировкам с клубом она занималась физподготовкой на своей ферме: изначально она вешала тяжёлые грузы на конец шеста, а позже стала носить телят на руках.
Особую важность достижения Тремульер обрели в связи с тем, что на пути к титулу спортсменка перенесла три травмы: перелом ноги в 2016 году, перелом бедра в 2017 году и растяжение связок колена в 2018 году. Своими регбийными кумирами она называет англичанина Джонни Уилкинсона и австралийца Брока Джеймса.

## Личная жизнь
Будучи частично профессиональной регбисткой (75% времени она уделяет на тренировки и игры), Жесси трудится на семейной ферме в Бурнонкль-Сен-Пьер, расположенной примерно в 45 минутах езды поездом от Клермон-Феррана.
На семейной ферме проживают её отец и один из братьев, само хозяйство включает в себя двух собак, 40 коров (без учёта волов) и шесть тракторов. Брат управляет фермой площадью 260 га, а Жесси и отец занимаются собственно разведением животных. По словам самой спортсменки, ферма сама себя обеспечивает сеном и силосом, а также производит люцерну и продаёт излишки продовольствия (иногда на рынок отправляется также и говядина). Частично подготовку к матчам Тремулье проводит именно на ферме.
Тремулье по образованию — ландшафтный дизайнер. Она отмечает, что поддержка семьи помогла ей добиться много в мире регби.

## Достижения

### Командные
Чемпионат Франции
- Победительница: 2020/2021[фр.][62]

Кубок шести наций среди женщин
- Обладательница: 2014[фр.][63], 2018[фр.][64] (в т.ч. обладательница Большого шлема 2014 и 2018 годов)[45]
- Второе место: 2015[фр.][65], 2020[фр.][66], 2021[фр.][67]
- Третье место: 2017[фр.][68], 2019[фр.][69]

### Личные
- «Оскар»[фр.] от журнала Midi olympique[фр.] лучшей регбистке: 2018[43]
- Регбистка года по версии World Rugby: 2018[4]
- Лучшая регбистка 2010-х годов по версии World Rugby[55].